# Нюбё, Иселин
Иселин Нюбё (норв. Iselin Nybø; род. 14 мая 1981, Рандаберг, Ругаланн) — норвежский политический и государственный деятель, член Либеральной партии Норвегии, министр высшего образования и науки (17.01.2018 — 24.01.2020), министр торговли и промышленности (24.01.2020 — 14.10.2021), юристка.

## Биография
В 2006 году получила степень кандидата юридических наук в университете Бергена.
С 2006 по 2009 год работала юристом в налоговой администрации Норвегии, затем в частных фирмах (2009—2013).
С 2003 по 2007 год являлась членом муниципального совета города Рандаберг и с 2009 года — членом городского совета города Ставангер.
В 2013 году была избрана в Стортинг, парламент Норвегии, где стала первым заместителем председателя Постоянной комиссии по образованию, научным исследованиям и церковным делам.
С 2010 по 2012 год возглавляла местное отделение Либеральной партии. В 2015—2016 годах была членом делегации Норвегии на Генеральной  Ассамблее ООН.